# Соната для фортепиано № 11 (Бетховен)
Соната для фортепиано № 11 си-бемоль мажор, опус 22, была написана Бетховеном в 1799—1800 годах и посвящена графу фон Броуну, публикация сонаты состоялась в 1802 году. Сам композитор называл одиннадцатую сонату «большой», и тематически связывал с героизмом Наполеоновских войн, времён Французской республики. Ленцу соната представлялась «великолепной и торжествующей эпопеей», он видел в ней яркие признаки второго периода творчества композитора, преобладание которого, по мнению критика, начинается с двадцать шестого опуса. Однако, исследователи творчества Бетховена и исполнители всегда с некоторой осторожностью подходили к этой сонате.

## Структура
Соната для фортепиано № 11 Бетховена состоит из четырёх частей: 1) Allegro con brio, 2) Adagio con molta espressione, 3) Menuetto, 4) Rondo, Allegretto.
Первая часть сонаты Allegro con brio, B-dur, в полной мере соответствует определению Ленца. Ромен Роллан так отзывается об этой части сонаты, имея в виду стиль ампир, к которому она тяготеет:
...Ор. 22 (в своей первой части) покажет этот стиль во всей его чистой силе и строгом блеске. Это дыхание подымающегося наполеоновского поколения.
В начале первой части немного слышны отголоски Гайдна и Моцарта, в экспозиции героическая тема постепенно нарастает; в разработке тема несколько меняет ракурс на обстановку действия; реприза довершает героическую картину, развивая тему экспозиции.
Вторая часть сонаты Adagio con molta espressione, Es-dur, резко контрастирует с первой частью. Ромен Роллан даёт её такое определение:
Противовесом... героическому напряжению является пастушеская греза, когда победитель, внезапно соскочив с лошади, широко расстегнув высокий воротник мундира, предается отдыху после своей напряженной деятельности.
Третья часть сонаты Menuetto, B-dur, менуэт с оттенками героики, тематически продолжает первую часть сонаты.
Четвёртая часть сонаты Rondo, Allegretto, B-dur, по мнению А. Рубинштейна:
...одна из прелестнейших страниц Бетховена. Что может сравниться с очарованием первого мотива? В какой опере можно найти что-либо подобное?
Соната № 11 весьма своеобразное произведение Бетховена, героизирующая эпоху наполеоновских походов и светских развлечений. Взятая за основу тема существенно ограничила творческий замысел композитора, в этом вероятно и заключается тот факт, что последующие произведения Бетховена отодвинули на второй план слишком официозный и показной стиль этой сонаты.